# Vladimir Indeïkine
Vladimir Ivanovitch Indeïkine (en russe : Владимир Иванович Индейкин), né le 25 juillet 1881 et mort le 31 octobre 1918, est un officier russe, héros de la Première Guerre mondiale, commandant du régiment d'assaut de Kornilov.

## Biographie
Indeïkine est originaire d'une famille de paysans de la région cosaque du Don.
En 1906, il est diplômé de l'école des cadets d'infanterie de Kazan, d'où il sort en tant que sous-lieutenant dans le 166e régiment d'infanterie de Rovno. Le 19 mars 1908, il est transféré au 24e régiment de fusiliers de Sibérie orientale. Il est promu lieutenant le 20 novembre 1910. Pendant la Première Guerre mondiale, il combat dans les rangs du 24e régiment de fusiliers. Promu capitaine d'état-major le 15 octobre 1914, capitaine le 30 mars 1916. Récipiendaire de l'ordre de Saint-Georges de 4e classe.
Promu lieutenant-colonel le 28 août 1916. Plus tard, il a été promu colonel et nommé commandant du 23e régiment de fusiliers sibériens.
Avec le déclenchement de la guerre civile, il rejoint l'armée des volontaires, est enrôlé dans le régiment d'assaut de Kornilov. Participe à la première campagne du Kouban : à partir du 12 février 1918 - en tant que commandant du 3e bataillon du régiment de Kornilov, à partir du 28 mars - en tant que commandant du 1er bataillon et commandant adjoint du régiment. Il est blessé lors de l'assaut de Iekaterinodar. Le 12 juin 1918, il est nommé commandant du régiment de Kornilov (au moment de sa nomination, il se trouve dans un hôpital de Novotcherkassk et ne prend ses fonctions que le 15 juillet). Il commande le régiment de Kornilov pendant la seconde campagne du Kouban. Il est tué le 31 octobre 1918 dans les combats près de Stavropol. Quelques jours après la prise de la ville par l'armée des volontaires, le corps du colonel Indeïkine est retrouvé et enterré dans une fosse commune au cimetière municipal de Stavropol.